# Eurytenes cubitalis
Eurytenes cubitalis är en stekelart som först beskrevs av Fischer 1959.  Eurytenes cubitalis ingår i släktet Eurytenes och familjen bracksteklar. Inga underarter finns listade i Catalogue of Life.